# 珪吾
珪吾（けいご、英: KEIGO、1985年6月10日 - ）は日本のシンガー、俳優でありダンサーである。本名の右田 亮介（みぎた りょうすけ）名義でも俳優としても活動している。
大分県出身、大分県立大分商業高等学校卒業。所属レコード会社はTBCミュージック。ダンスボーカルユニットCHROME JACKSのメンバーとして活動後、2015年からソロでの活動を開始、同年9月10日に「ずっと / コトダマ」にてCDデビューした。2016年1月9日公開の「新宿ミッドナイト・ベイビー」にて映画初出演。同作品は2015年8月27日から開催されたモントリオール世界映画祭の正式招待作品として出品され、珪吾は主演の久保田秀敏らと共に開幕式のレッドカーペットを踏んでいる。

## 出演

### 舞台
- オムニー4（2011年、劇団K助）[5]
- 逆境ナイン（2012年、クリエイティヴ零）[6]ダンサー。
- Bitter Room（2012年、TAKA-BAN）[7]
- オムニー5（2012年、劇団K助）[5]
- LIFE OFF（2012年、劇団K助）[5]
- ロボティクスノーツ（2013年、クリエイティヴ零）アンサンブル。
- 舞台「K-Lost small World-」(2016年、マーベラス)アンサンブル。
- ミュージカル ボーカル コンサート「WEST SIDE STORY」（2017年、DPI・NGO　国連クラシックライブ協会）ベルナルド

### CF
- キリンフリー

### TV
- コード・ブルー -ドクターヘリ緊急救命-

### 映画
- ガクドリ（2011年）
- 新宿ミッドナイトベイビー（2016年）[8]

- 東京ボーイズコレクション 〜エピソード1〜前編（2016年）[8]

## 作品

### シングル
- 「ずっと / コトダマ」（2015年9月10日、TBCE-2003）
- 「Precious.../Bright tomorrow」(2016年6月19日)

### アルバム
- 「Last winter」(2016年11月24日・CAP MUSIC)

## 参加作品

### アルバム
- 『FIRST AND LAST LOVE』（2014年9月5日）CHROME JACKS名義。